# Prosymna ambigua

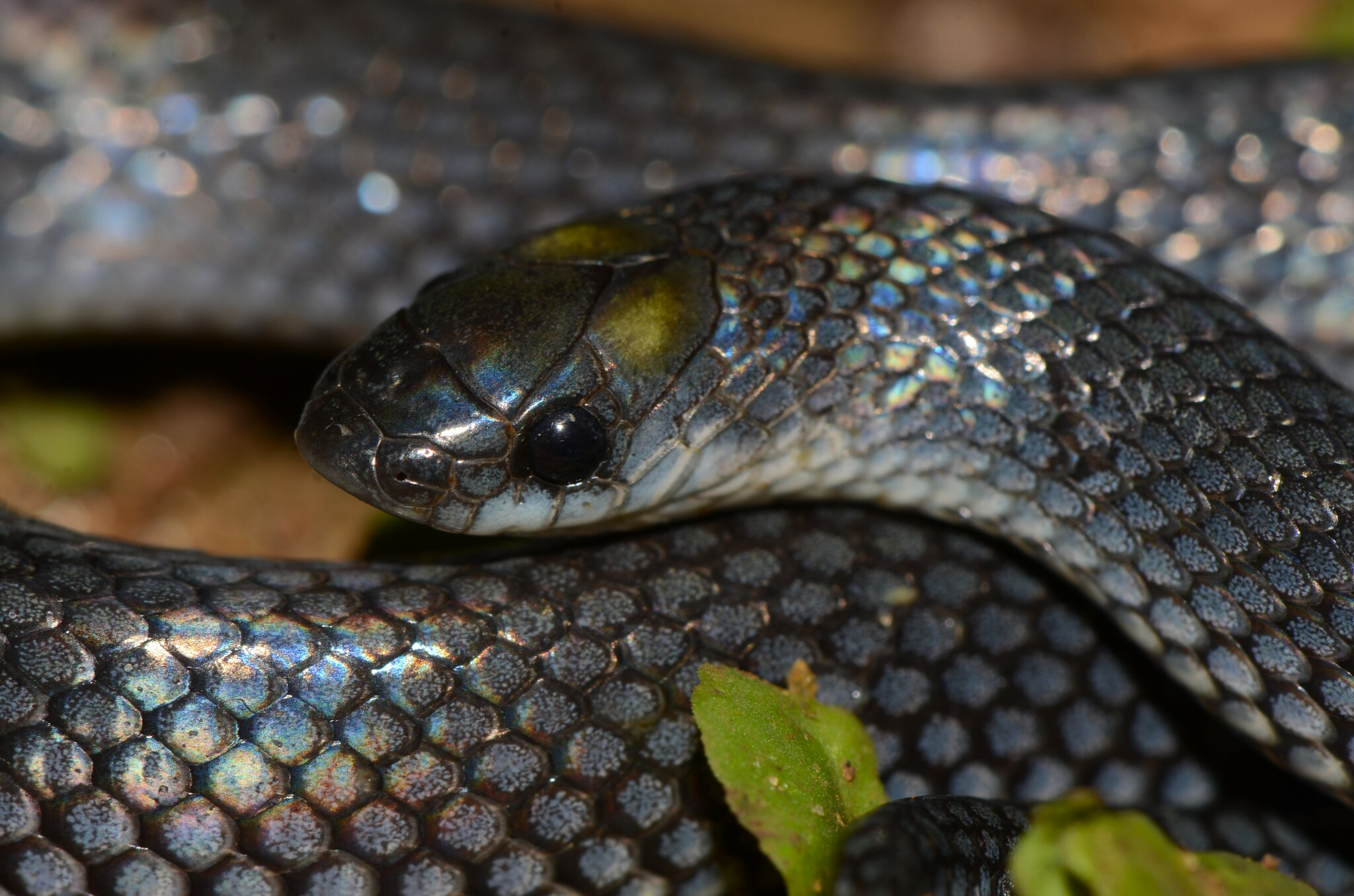
Prosymna ambigua, Ansicht der deutlich nach oben gerichteten Schnauze

Prosymna ambigua ist eine kleine Schlangenart aus der Familie Prosymnidae, die südlich der Sahara in Zentralafrika und im Süden von Ostafrika verbreitet ist.

## Merkmale
Prosymna ambigua hat eine geringe Körpergröße mit einer scharfkantig geformten Schnauze und verwachsenen Internasalen. Die Form der Schnauze dieser Schlange ist deutlich nach oben gerichtet. Ihre Färbung variiert von blaugrau bis violettbraun auf der Oberseite und weiß auf der Unterseite. Jede Bauch- und Subcaudale-Schuppe ist an der Basis dunkel gefärbt. Die Gesamtlänge der Männchen beträgt zwischen 25 und 25,5 cm. Die Weibchen werden etwas größer und erreichen eine Gesamtlänge von bis zu 32 cm. Für den Menschen besteht keine Gefahr, da Prosymna ambigua ungiftig ist.

## Lebensweise
Die Art bewohnt feuchte Wälder, Miombowald und mosaikartige Lebensräume aus eher feuchten Savannen und kleineren Waldgebieten. Über ihre Lebensweise ist bisher wenig bekannt. Es wird angenommen, dass die Lebensweise denen anderer Mitglieder der Gattung Prosymna entspricht. Im Allgemeinen ist Prosymna ambigua nachtaktiv und gräbt sich in lockeren oder sandigen Boden ein. Bestimmte morphologische Merkmale, z. B. eine verkürzter Schwanz mit glatten Schuppen weisen auf eine grabende Lebensweise hin. Bei Bedrohung rollt sich Prosymna ambigua zur Verteidigung zusammen und diese Körperhaltung ähnelt der Form einer Uhrfeder.
Ihre Nahrung besteht aus nachtaktiven Eidechsen und Amphibien. Bevorzugt werden die Eier anderer Reptilien gefressen. Sie ist ovipar und das Weibchen legt ein Gelege mit drei bis sechs Eiern an. Die Eier sind oval und haben ein Größe von 25 mm × 7 mm.

## Verbreitungsgebiet
Vorkommen sind bekannt für Angola, Burundi, Kamerun, die Zentralafrikanische Republik, den Tschad, Kongo, die Demokratische Republik Kongo, Kenia, Gabun, Ruanda, den Südsudan, Tansania und Uganda. Eine Verbreitung in Sambia wurde vermutet, konnte aufgrund der fehlenden Daten nicht bestätigt werden. Sie ist weit verbreitet im Norden von Uganda. Fundorte wurden hier für Kidepo, Gulu, Lira und Serere aufgezeichnet. Eine weitere Population wurde im Westen von Kenia in der Region der Homa Bay im Trans Mara District festgestellt. Vereinzelte Funde wurden im Nordwesten von Tansania in Seronera im Serengeti (Distrikt) gemeldet.
Prosymna ambigua besiedelt Lebensräume in Höhenlagen von 600 m bis 800 m im Südsudan. Fundorte wurden insbesondere in der Nähe von Torit und Molongori in Eastern Equatoria aufgezeichnet. Daneben wurden in der Region um Kagelu, am Mt. Korobi und bei Kajiko in Central Equatoria weitere Vorkommen gemeldet. Weiter westlich wurden bei Forschungen in Babele und Garambia, im nördlichen Teil der Demokratischen Republik Kongo, zusätzliche Fundorte nachgewiesen.

## Gefährdung
Prosymna ambigua ist möglicherweise in einigen Regionen durch die Umwandlung der Miombowälder zum Tabakanbau bedroht. Von der IUCN wurde der Status  Least Concern (Nicht gefährdet) veröffentlicht. Trotz der Verwirrung um ihre Verbreitung im östlichen und südlichen Afrika wurde angenommen, dass es sich um eine weit verbreitete Schlangenart handelt. In ihrem gesamten Verbreitungsgebiet wurden keine spezifischen Bedrohungen gemeldet, welche auf einen signifikanten Rückgang dieser Schlangenart hindeuten.
Es wurden keine artspezifischen Schutzmaßnahmen vorgenommen. Teile ihres Verbreitungsgebiets befinden sich in Schutzgebieten, welche Prosymna ambigua im Rahmen des Naturschutzes vor externen Bedrohungen bewahren. Weitere Forschungen sind erforderlich, um die Unsicherheiten in der Verbreitung dieser Schlangenart zu klären, die sich aus der historischen Anwendung inkonsistenter taxonomischer Konzepte ergeben haben.

## Taxonomie
Es werden zwei Unterarten unterschieden:
- Prosymna ambigua ambigua Bocage, 1873
- Lytorhynchus diadema gaddi Boulenger, 1897